# Bezděčí u Trnávky
Bezděčí u Trnávky è un comune della Repubblica Ceca facente parte del distretto di Svitavy, nella regione di Pardubice.